# 石破おろし

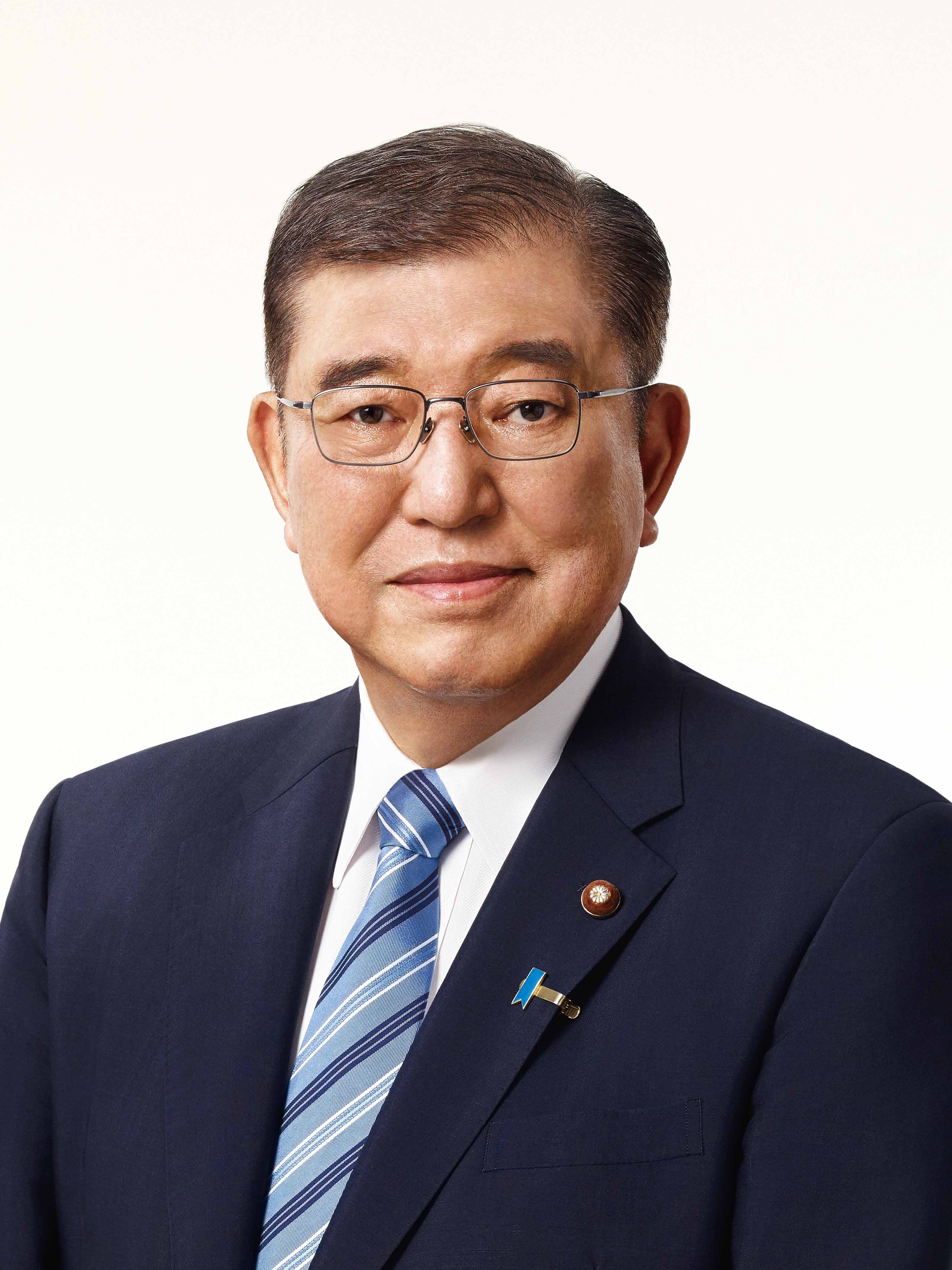
石破茂

石破おろし（いしばおろし）は、2024年（令和6年）から2025年（令和7年）にかけて起こっている、主として自由民主党内における第102・103代内閣総理大臣石破茂への退陣要求。

## 背景
2024年（令和6年）10月9日、首相・自由民主党総裁である石破茂は、10月27日に執行が予定される第50回衆議院議員総選挙の勝敗ラインを「自公で過半数」すなわち定数465議席のうち233議席以上を取ることと定めたが、執行された選挙の投開票の結果、自民党は191議席・公明党は24議席で自公合わせて215議席という、自民単独過半数にも自公過半数にも到達しない大敗となった。
議席確定による大敗が決まった翌日の10月28日、自民党臨時役員会が開かれ、そこで自民党選挙対策委員長の小泉進次郎は責任を取って辞表を提出、受理された。しかし、同日午後に開かれた会見に出席した石破は退陣ではなく、総裁の続投を表明、また、自民党幹事長の森山裕も同日中に続投する意欲を見せた。

## 経過

### 第一次石破おろし：第二次石破茂内閣の成立まで
総選挙での大敗を受けて、自民党内から退陣を求める「石破おろし」の声が上がりだした。10月28日、来年の改選に該当しない参議院議員の青山繁晴は自身のYouTubeチャンネルに於いて退陣を要求、翌日にはX（旧Twitter）でも「内閣総理大臣は即、辞任せねばなりません。」と改めて要求した。同じく該当しない参議院議員の山田宏も「選対委員長の辞任で済む話ではない」と退陣要求をほのめかした。今回の選挙に出馬し当選した元環境大臣の山口壯は「即刻総裁を辞めてほしい」と発言、また出馬しなかった自民党千葉県連会長で元五輪大臣の桜田義孝も「退陣しないでのうのうと続けるのは到底耐えられない」と早期退陣を要求した。出馬し比例で当選した英利アルフィヤも「党の大先輩方、執行部には潔く責任をとってほしい。」と発言している。
また、28日から29日にかけて、次のとおり論調の異なる産経新聞・読売新聞と朝日新聞の社説で同様に退陣を求める報道が出た。
『朝日新聞』社説
「躍進した立憲民主党を上回り、自民党がなお議会第１党だとしても、「自公で過半数」という自ら設定した最低限の目標を達成できなかった以上、石破首相は職を辞すのが筋だ。」（10月28日）
「小泉進次郎選挙対策委員長が引責辞任したが、選挙の結果責任を負うのは、本来、トップのはずである。」（10月29日）
『産経新聞』社説「主張」
「自身が設定した与党過半数という勝敗ラインを割り込む大敗の責任をとらずに、石破首相が政権に居座ろうとするのは信じがたいことだ。責任をとって潔く辞職すべきである。」（10月29日）
『読売新聞』社説
「国民に信を問うために断行した衆院解散・総選挙で大敗した以上、石破首相が取るべき道は明らかだ。政権に居座り、政局の混乱を長引かせることは許されない。速やかに進退を決することが憲政の常道である。」（10月29日）
一方で、国民世論では「辞任の必要がない」とする意見が多数を占め、共同通信社の世論調査では65.7%、JNNの世論調査では71%、FNNの世論調査でも55.3%が続投してもよいと回答している。また自民党内にあっても、少数与党状態で政権運営の展望が見えないという事情などから「石破おろし」へと大きく舵を切ることはできず、11月7日に開催された両院議員懇談会では、批判や不満の声が出た一方で明確に退陣を要求したのは青山繁晴のみであり、その青山も当初に比べて態度を軟化させ、即座の退陣ではなく補正予算成立後に辞意表明すべきとしている。その結果、11月11日に召集された特別国会で行われた首班指名選挙で石破が当選し、第2次石破内閣が成立することになった。

### 第二次内閣成立後の諸政策・執行部批判

#### 中国向けビザ緩和問題
12月25日、岩屋毅外務大臣・王毅外交部長らの第2回日中ハイレベル人的・文化交流対話が開催され、この際、日本側から「10年間有効の観光数次査証の新設及び団体観光査証の滞在可能日数の延長をはじめとする、中国人に対する観光に関する一連の査証緩和措置」の実施を表明した。この発表に対して、12月29日、参議院議員有村治子は「日本に対し、強権的な態度に出れば出るほど、日本は中国に融和的な態度を取ってくれる」という誤ったメッセージを送ってしまうことにならないかという危惧を表明し、12月31日には青山繁晴が自民部会の審議を経てないことを自身のブログに掲載し批判した。さらに萩生田光一も1月10日、櫻井よしこの『櫻LIVE』に出演し、「政府のやり方は少し乱暴」と批判した。1月21日に行われた外交部会・外交調査会の合同会議では、党内への相談・報告が無く行われたという点やオーバーツーリズムの深刻化懸念、日中間の諸懸念事項がある中での緩和という点を以て不満や批判が相次いだ。
岩屋外務大臣は、1月24日の記者会見に於いて「多分に誤解がある」と発言、党への報告・相談が必要な案件ではないという旨も表明した。この会見に対し、更に批判が強まり、1月28日に行われた党内の外交部会などの会合ののち、星野剛士自民党外交部会長は「誤解していると会見することは心外だ。政府と党が非常に良くない関係に陥る」「外務省側、岩屋氏側がどういう対応をするのかを受けて判断をする」と表明した。この問題については2月6日の会合で「了解を得」て、「着地した」。

#### 高額療養費制度改正問題
医療費が高くなった患者の自己負担額を一定額に抑える高額療養費制度について、これの上限額を引き上げることを検討していたが、3月7日、石破首相はこれを凍結する判断をした。この経緯を、小林鷹之は「政策の意思決定が二転三転していると感じる。責任政党なので政策をつくる際には丁寧なプロセスを組まなければ国民の理解は得られない」と苦言を呈した。

### 第二次石破おろし：米国相互関税措置の公表まで
2025年3月12日、同年夏に改選を迎える参議院議員で同幹事長松山政司が「国民の信頼回復の途上にもあるので、少数与党の中、一致結束すべきだ」と述べた一方で、同じく改選を迎える西田昌司が、党の参議院総会において、「新年度予算案の成立が第一だが、そのあとに待っているのは7月の参議院選挙だ。皆さんも地元でいろいろな意見を聞いていると思うが、今のままの党の体制では全く戦えない。新たなリーダーを選び直すべきで、このまま参議院選挙をやることはありえない」として、石破の退陣要求を公然と表明した。しかし、西田の動きに対して党内では冷ややかな反応が目立った。
そんな中、3月13日20時54分、石破首相が3月3日に衆議院議員初当選1回生15人を首相公邸に招いて懇親会を行ったが、その15人に対して10万円分の商品券を渡していたことを朝日新聞がスクープした。これに関して青山繁晴は改めて退陣論に言及し、また地方組織からの批判も相次いだ。
この問題を受けて初めて行われた各社の世論調査が3月16日に公表されたが、内閣支持率の急落が目立ち、読売新聞では31％、毎日新聞では23％、朝日新聞では26％となり、いずれも各社で政権成立後最低となった。さらに、翌週3月23日に公表された共同通信社の世論調査でも内閣支持率が27.6％、産経新聞社は内閣支持率が30.4％と、こちらも発足以後過去最低を更新した。
3月31日、令和7年度予算が成立した。これを機に石破おろしが本格化するだろうとみられ、実際に4月3日自民党内の議員でつくる「保守団結の会」が会合を開催し、高市早苗や西田昌司、山田宏らが参加、「（党の）顔を変えるべきだ。（石破首相では）参院選は勝てない」と、首相退陣を求める声が複数上がった。しかし、日本時間の同日（現地時間4月2日）、アメリカ・トランプ政権より日本に対して合計24%分の相互関税が適用されると公表されると、これを国難として石破おろしの動きは再び鎮静化した。

### 第三次石破おろし：都議選・参院選敗北を受けて
6月22日、2025年東京都議会議員選挙が行われ、自由民主党は21議席と、過去最低の議席数を獲得した。都議選の結果は、直後に行われる参院選に多大な影響を与えるとみられたが、小泉進次郎の後任の選挙対策委員長木原誠二は「今回の都議選の結果が参議院選挙に直結するものではない」と述べ、「参議院選挙は参議院選挙としてしっかり戦って」いくとして、参院選に突入した。
6月27日、石破首相は読売新聞社のインタビューで、次の参議院選挙の勝敗ラインを「過半数維持」すなわち50議席を必達目標であると回答した。そうして迎えた7月20日、第27回参議院議員通常選挙が行われ、自公改選前の66議席から47議席となり、自民単独で見ても52議席から39議席と13議席も減らし、目標議席50に届かず過半数も下回る惨敗という結果になった。衆参両院で少数与党となったのは自由民主党結党以来初の出来事である。しかし石破首相はテレビ東京の選挙特番に中継で出演した際、「比較第1党の責任、国家の責任を忘れてはならない」と述べ、首相続投の意欲を示し、翌日7月21日の自由民主党総裁会見で正式に首相・総裁職の続投を表明した。
この選挙の結果を受けて、党内からは、麻生太郎自由民主党最高顧問が「続投を認めない」と話している旨最も早く報道された。当選した議員では、北海道選挙区で当選した高橋はるみ、京都府選挙区で当選した西田昌司も退陣を要求した。23日には世耕弘成の呼びかけで萩生田光一・西村康稔・松野博一ら旧安倍派の幹部4人が会談し、首相は交代しなければならないとして退陣を要求することで一致した。また25日には、中曽根康隆局長率いる自民党青年局も辞任を要求した。26日には、茂木敏充前幹事長が、公開された自身のYouTubeチャンネル番組で「衆院選、東京都議選、今回参院選で3連敗だ。スリーアウトチェンジの状態だ」と述べ、「リーダーも含めて主要なメンバーを決め、やり直していく姿が党再生のためには必要」と退陣を要求した。さらに内閣の一員である農林水産副大臣の笹川博義も辞任を求めた。
地方の党内組織からも、21日の山口県連・高知県連・青森県連を皮切りに、22日には栃木県連・茨城県連・山梨県連青年局および同青年部・愛媛県連、23日には北海道連および同青年局・神奈川県連、24日には石川県連青年局・金沢市議員会、25日には新潟県連・富山県連青年局、26日には山形県連、などと退陣要求が相次いだ。
こうした情勢から、20日の夜に最も早く大阪府連会長の青山繁晴が、大阪府選挙区の自民候補が落選確実になったことを受け「敗北の責任は全て私にある」として同職の辞任を表明した。21日、選挙対策委員長の木原は「しかるべき時期に」同職を辞任する意向を明かし、同職代理を務める河野太郎は森山幹事長の続投を批判した上で辞表を木原に提出した。さらに、党内から噴出する石破執行部への退陣要求を受けたこと、前日に米国関税措置の合意が得られたことを受け、23日、石破自身も8月下旬に自身の進退を最終判断する意向を固めたことを読売新聞がスクープして号外を発出し、各社もそれに従って速報を出した。しかし、同日中に石破自身がこの報道を明確に否定し、読売新聞社の記者などが官邸を出禁になる事態に発展した。
一方、参議院選挙での大敗は石破首相だけの責任ではないとする意見が、多く自民党以外の支持者の中でSNS内で「#石破やめるな」というハッシュタグを用いて広がった。この「#石破辞めるな」という投稿を受けて、25日には首相官邸前で首相を激励するデモ活動（石破辞めるなデモ）も行われた。
7月28日、両院議員懇談会が自民党本部で開催されると、石破は再び続投の意向を表明し、出席した議員からは、船田元などによる執行部を擁護する声があった一方で、ほとんどからは石破退陣を求める声が噴出した。出席した青山繁晴によると、懇談会の発言時間等をパソコンに打ち込み正確に記録しているとして、発言した63人のうち「辞めろ」と言ったのは38人、「辞めないでいい」と発言したのが8人、進退に触れずどちらの意見か分からなかったのが17人であったことを公表。また、石破が総会中二度ほど寝ていたと主張した。ジャーナリストの後藤謙次は、この懇談会における「参政党に流れた自民党の票を取り戻すには保守回帰しかない」「80年談話は出させない」という発言が、この野郎という気持ちにさせ、懇談会後に元自民党副総裁山崎拓に電話して「Iron Will、鉄の意志でこの局面を乗り切ります」と語り、さらに続投への意欲を固めるに至った。
笹川博義らが必要数の署名を集めるなど、党内に両院議員懇親会と違って議決権のある両院議員総会の開催を求める声が広がっていたこともあり、7月29日の党役員会では両院議員総会を近く開催することが決定した。
自民党内からの辞任要求が強くなると、野党からも辞任を求める声が出始めた。7月27日、国民民主党代表代行の古川元久は『日曜報道 THE PRIME』に生出演し、「石破総理大臣は総理大臣としての責任を果たせる状況ではないと見ざるをえない」と述べ、自ら辞任しない場合は内閣不信任案提出も必要とする認識を表明した。7月28日、日本維新の会代表の吉村洋文大阪府知事は、「自民の内部で公然と辞任論が出てくると、政策を遂行していくのは難しい」と指摘し、「この状態で続けるのがいいのか」と石破に辞任を促す発言をした。7月31日、立憲民主党総合選挙対策本部長代行の地位にあった小沢一郎は、国会内で記者会見を開き、「石破君も、衆参で負けたのだから、『私の責任です』というのは、政治家というより人間として当たり前」「『ぼくちゃん絶対辞めない』というのは非常識、常識外」と述べて石破続投を批判した。
8月1日、青山繁晴が代表を務める日本の尊厳と国益を護る会が会合を開き、石破の続投公言姿勢を「政治のモラルの崩壊につながっている」と批判し、辞任を求める要望書を取り纏め、8月8日に開催される予定の両院議員総会より前に執行部に申し入れる方針を確認した。2日には、青山が自身のXに石破への離党を要求する動画および自民党から内閣不信任案を提出するべきとする動画を投稿している。
8月3日、自民党の齋藤健が『日曜報道 THE PRIME』に生出演し、まず取り組むべきは安定した政権を作るべきという前提のもとで、「今の総理のもとでは野党は協力できないと言っているわけだから新しい総裁のもとで新しい連立を追求するということが日本のためにとってはベストなんじゃないか」と述べ、退陣論に言及した。
8月8日には両院議員総会が開催され、253人が出席し、35人が発言した。総会では、党則6条4項による前倒しの総裁選の実施の有無を総裁選挙管理委員会が検討することを申し入れることとなった。